# جيه جيه لين
جيه جيه لين (مواليد 27 مارس 1981) هو مغني، كاتب أغاني وممثل سنغافوري، بدأ مشواره الفني عام 2003.

## روابط خارجية
جيه جيه لين على موقع IMDb (الإنجليزية)
- جيه جيه لين على موقع ميوزك برينز (الإنجليزية)
- جيه جيه لين على موقع ديسكوغز (الإنجليزية)
- جيه جيه لين على موقع قاعدة بيانات الفيلم (الإنجليزية)